# Anton Czigler
Anton Czigler (1767 - 1862) a fost un arhitect evreu activ în mai multe comitate din Regatul Ungariei. Printre cele mai importante opere ale sale se numără Catedrala Nașterea Sfântului Ioan Botezătorul din Arad.